# Bông ổi tím
Bông ổi tím hay trâm ổi tím (danh pháp hai phần: Lantana montevidensis) là một loài trâm ổi có màu tím, thuộc họ Cỏ roi ngựa (Verbenaceae). Đây là loài đặc hữu của Nam Mỹ.

## Miêu tả
Bông ổi tím là một loài cây bụi thấp, mọc leo nếu như có giá đỡ và che phủ mặt đất nếu mọc trên đất. Chùm hoa bao gồm các hoa nhỏ hình phễu có màu từ trắng vàng ở trong đến tím, tím sẫm ở rìa. Các lá có hình bầu dục nhọn ở đỉnh, mặt lá xù xì, có lông, mép lá có răng cưa. Quả nằm trong lá đài, chứa hai hạch cứng, xù xì.

## Gieo trồng và hạn chế
Trâm ổi tím xuất hiện gần như trên toàn thế giới. Nó được trồng rộng rãi làm cây cảnh vì có màu sắc đẹp và chịu hạn. Ở các nơi thuộc vùng nhiệt đới, cây có thể ra hoa quanh năm.
Tuy nhiên tại vài nơi ở Úc và Hawaii, nó được coi là một loài thực vật xâm lấn. Loài này cũng có chất độc nên có thể gây hại cho vật nuôi.